# 近衛歩兵第6連隊
近衛歩兵第6連隊（このえほへいだい6れんたい、近衛歩兵第六聯隊）は、大日本帝国陸軍の連隊のひとつ。

## 沿革
- 1943年（昭和18年）

6月1日 - 青山北の 近衛歩兵第4連隊兵営に於いて編成、近衛第1師団に編入される。
9月7日 - 軍旗拝受
- 1945年（昭和20年）

8月14日 - 大宮御所の警備に当たる
8月15日 - 終戦
8月25日 - 宮城内にて軍旗奉焼

## 歴代連隊長
| 代 | 氏名   | 在任期間    | 備考 |
| -- | ------ | ----------- | ---- |
| 末 | 西勝男 | 1943.6.10 - |      |